# Port lotniczy Lavumisa
Port lotniczy Lavumisa (ang. Lavumisa Airport) (ICAO: FDLV) – port lotniczy położony blisko Lavumisa (Eswatini).